# Phyllis Somerville
Phyllis Jeanne Somerville (Iowa City, Iowa, 1943. december 12. – New York, 2020. július 16.) amerikai színésznő.

## Fontosabb filmjei
Mozifilmek
- Páratlan prédikátor (Leap of Faith) (1992)
- Amerikai bérgyilkosnő (Montana) (1998)
- Hajó, ha nem jó (The Impostors) (1998)
- Még egyszer, utoljára (Just One Time) (1998)
- Szellemtanya (Curtain Call) (1998)
- Szülő ellen nincs orvosság (Better Living) (1998)
- Sülve-főve (Simply Irresistible) (1999)
- A holtak útja (Bringing Out the Dead) (1999)
- Fullasztó ölelés (Swimfan) (2002)
- A pótpapa (Just Like the Son) (2006)
- Apró titkok (Little Children) (2006)
- Tört angolsággal (Broken English) (2007)
- Szerencse dolga (Lucky You) (2007)
- Kék vér (If I Didn't Care) (2007)
- Nyugtalan (Restless) (2008)
- A brooklyni balhé (Capers) (2008)
- Benjamin Button különös élete (The Curious Case of Benjamin Button) (2008)
- A papagáj (A Bird of the Air) (2011)
- Vonzások (Stoker) (2013)
- A hasonmás (The Double) (2013)
- Milyen hosszú az éjszaka (Our Souls at Night) (2017)
- Pompon klub (Poms) (2019)

Tv-sorozatok
- Esküdt ellenségek (Law & Order) (1990–1991, két epizódban)
- New York rendőrei (NYPD Blue) (1995–1996, két epizódban)
- Szex és New York (Sex and the City) (1998, egy epizódban)
- Gyilkos utcák (Homicide: Life on the Street) (1998, egy epizódban)
- Maffiózók (The Sopranos) (2000, egy epizódban)
- Harmadik műszak (Third Watch) (2001, egy epizódban)
- Különleges ügyosztály (Law & Order: Special Victims Unit) (2001, egy epizódban)
- Esküdt ellenségek: Bűnös szándék (Law & Order: Criminal Intent) (2002, 2004, két epizódban)
- Váltságdíj (Kidnapped) (2007, három epizódban)
- CSI: Miami helyszínelők (CSI: Miami) (2010, egy epizódban)
- The Big C (2010–2013, 19 epizódban)
- A rejtély (Fringe) (2011, egy epizódban)
- Kártyavár (House of Cards) (2013, egy epizódban)
- Felejthetetlen (Unforgettable) (2013, egy epizódban)
- Sherlock és Watson (Elementary) (2013, egy epizódban)
- Feketelista (The Blacklist) (2014, egy epizódban)
- Zsaruvér (Blue Bloods) (2015, egy epizódban)
- Éjszakai műszak (The Night Shift) (2015, egy epizódban)
- A férjem védelmében (The Good Wife) (2015, egy epizódban)
- Outsiders (2016–2017, 13 epizódban)